# 苞花大青
苞花大青（学名：Clerodendrum bracteatum）为唇形科大青属的植物。分布在锡金、印度、不丹、孟加拉以及中国大陆的云南、西藏等地，生长于海拔900米至1,900米的地区，多生于山坡竹林缘和阔叶林中，目前尚未由人工引种栽培。

## 别名
苞花赪桐（云南植物志）